# Sunday (singel Hurts)
„Sunday” – utwór brytyjskiego synth popowego zespołu Hurts. Wydany został 27 lutego 2011 roku przez wytwórnię płytową Major Label jako piąty singel zespołu z ich debiutanckiego albumu studyjnego, zatytułowanego Happiness. Twórcami tekstu utworu są Hurts, którzy wraz z Jonasem Quantem zajęli się też jego produkcją. Do singla nakręcono także teledysk, a jego reżyserią zajęli się Wiz. Teledysk w całości kręcony był w Rumunii. „Sunday” zadebiutował na 57. pozycji na liście przebojów w Wielkiej Brytanii. 19 kwietnia 2011 roku zespół wykonał ten utwór na żywo w programie The Graham Norton Show. Singel zdobył mieszane opinie od krytyków muzycznych, którzy chwalili produkcję utworu, ale krytykowali jego tekst.

## Pozycje na listach przebojów
| Kraj            | Lista (2011)    | Pozycja |
| --------------- | --------------- | ------- |
| Wielka Brytania | Singles Top 100 | 57      |